# Христо Колев
Христо Колев (болг. Христо Колев, нар. 21 вересня 1964, Пловдив) — болгарський футболіст, що грав на позиції півзахисника. По завершенні ігрової кар'єри — футбольний тренер. Наразі очолює тренерський штаб команди «Локомотив» (Пловдив).
Виступав, зокрема, за клуби «Локомотив» (Пловдив) та «Едессаїкос», а також національну збірну Болгарії.

## Клубна кар'єра
Народився 21 вересня 1964 року в місті Пловдив. Вихованець футбольної школи клубу «Локомотив» (Пловдив). Дорослу футбольну кар'єру розпочав 1982 року в основній команді того ж клубу, в якій провів шість сезонів, взявши участь у 103 матчах чемпіонату. У складі пловдивського «Локомотива» був одним з головних бомбардирів команди, маючи середню результативність на рівні 0,39 голу за гру першості.
Своєю грою за цю команду привернув увагу представників тренерського штабу клубу «Панатінаїкос», до складу якого приєднався 1988 року. Відіграв за клуб з Афін наступні два сезони своєї ігрової кар'єри.
У 1990 році уклав контракт з клубом «Атінаїкос», у складі якого провів наступні два роки своєї кар'єри гравця. 
З 1992 року чотири сезони захищав кольори команди клубу «Едессаїкос». Більшість часу, проведеного у складі «Едессаїкоса», був основним гравцем команди.
Завершив професійну ігрову кар'єру у клубі «Локомотив» (Пловдив), у складі якого вже виступав раніше. Прийшов до команди 1997 року, захищав її кольори до припинення виступів на професійному рівні у 1998 році.

## Виступи за збірну
У 1985 році дебютував в офіційних матчах у складі національної збірної Болгарії. Протягом кар'єри у національній команді, яка тривала 6 років, провів у формі головної команди країни 20 матчів, забивши 8 голів.
У складі збірної був учасником чемпіонату світу 1986 року у Мексиці.

## Кар'єра тренера
Розпочав тренерську кар'єру, повернувшись до футболу після тривалої перерви, 2012 року, очоливши тренерський штаб клубу «Локомотив» (Пловдив).
З 2014 року знову очолює «Локомотив» (Пловдив).